# Barn (musikalbum)
För andra betydelser, se Barn (olika betydelser).
Barn är ett musikalbum av Neil Young & Crazy Horse som utgavs i december 2021 på skivbolaget Reprise Records. Det är Neil Youngs fyrtioförsta studioalbum. Young återupptog samarbetet med Crazy Horse 2019 med skivan Colorado. Innan dess hade de inte spelat in tillsammans sedan 2012. Albumet är uppkallat efter en gammal lada där det spelades in.
Albumet fick mestadels ett positivt bemötande, på den sammanställande betygssidan Metacritic snitter det på 75/100.

## Listplaceringar
| Lista (2021)   | Position               |
| -------------- | ---------------------- |
| Danmark        | 18                     |
| Finland        | 14                     |
| Frankrike      | 25                     |
| Italien        | 33                     |
| Nederländerna  | 9                      |
| Norge          | 8 (VG-lista)           |
| Schweiz        | 9                      |
| Storbritannien | 16 (UK Albums Chart)   |
| Sverige        | 11 (Sverigetopplistan) |
| Tyskland       | 5                      |
| USA            | 66 (Billboard 200)     |
| Österrike      | 10                     |